# Bartók József
Bartók József (1977. –) Kossuth-díjas zenész, a nagybőgő mestere, előadásmódjában az ének is szerepel.

## Életpálya
1987-ben 10 éves korában kezdett el muzsikálni, autentikus magyar népzenét tanult. Alapító tagja volt a FIX-STIMM zenekarnak, akikkel a mai napig együtt muzsikál. 1999 óta a Budapest Táncegyüttes nagybőgőse. 2002 óta a Csík zenekar tagja.

## Sikerei, díjai
- 2010 – Prima Primissima díj (Csík zenekarral)
- 2013 – Kossuth-díj (Csík zenekarral)